# Dämmerland
Dämmerland ist ein deutsches Fantasy-Projekt um Malte Hoyer von Versengold, Hannes Braun von Kissin’ Dynamite und Annie Hurdy Gurdy. Das Projekt stellt eine Mischung aus Hörspiel und Musikprojekt dar.

## Geschichte
2022 traten Malte Hoyer von Versengold und Hannes Braun von Kissin’ Dynamite in Kontakt miteinander und planten eine Art Hörspiel für Kinder. Im Laufe der Planung entstand ein musikalisches Hörspiel mit Fantasy-Thematik. Zu der ersten, gleichnamigen Veröffentlichung erschien ein siebenstündiges Hörspiel inklusive 16 Songs umfassenden Musikalbum und ein 224 Seiten umfassendes Buch, an dem zahlreiche Bands und Musiker aus der Folk-Metal- und Mittelalter-Musik-Szene mitwirkten. Das Album erschien am 22. November 2024 über ein Joint Venture zwischen Electrola und Starwatch. Das Album erreichte Platz 2 der deutschen Albumcharts.

## Handlung
Fiete lebt mit seiner alleinerziehenden Mutter in einem heruntergekommenen Haus am Waldrand. Die Mutter kommt nur schwer mit ihrem Sohn zurecht, denn seine über alles geliebte Großmutter ist vor Kurzem verstorben. Fiete flüchtet sich in das fantastische Geschichtenarsenal seiner Großmutter. Sein wichtigster Besitz ist ein Goldzahn seiner Großmutter, der von einer Elster gestohlen wird. Fiete macht sich auf den Weg, den Goldzahn zurückzuholen und trifft bei der Suche auf das geheimnisvolle Mädchen Paloma, das ihn in das mysteriöse Dämmerland bringt, wo er Abenteuer erlebt. Nach und nach verschwimmen Realität und Fantasywelt und die Geschichte lässt offen, ob dies nur in Fietes Phantasie stattfindet.

## Mitglieder und Gäste
- Malte Hoyer (Versengold): Konzept, Idee und Umsetzung, Buch
- Hannes Braun (Kissin’ Dynamite): Konzept, Idee und Umsetzung
- Annie Hurdy Gurdy (ex-Eluveitie): Lead-Sängerin
- Alea (Saltatio Mortis)
- Mr. Hurley & Die Pulveraffen
- Versengold
- Lord of the Lost
- Anna Brunner (Exit Eden)
- Fiddler’s Green
- Schandmaul
- Eric Fish (Subway to Sally)
- Tetzel (Asenblut)
- Tim Bernard (DArtagnan)
- Michael Rhein (In Extremo)
- Stephan Benson (Erzählstimme)

## Diskografie

### Album
- 2024: Dämmerland (Electrola/Universal Music) (Musikalbum als CD & 2LP, Hörspielbox als 7CD & Buch)

### Singles
- 2024: Dämmerland x Saltatio Mortis – Verlorene Träume
- 2024: Dämmerland x Versengold – Alles hat eine Geschichte
- 2024: Dämmerland x Mr. Hurley & Die Pulveraffen – Was muss, das muss
- 2024: Dämmerland x Schandmaul – Vergiss mein nicht